# Кузілі (Алнаський район)
Кузілі́ (рос. Кузили) — присілок (колишній виселок) у складі Алнаського району Удмуртії, Росія.

## Населення
Населення — 189 осіб (2010; 177 в 2002).
Національний склад станом на 2002 рік:
- удмурти — 100 %

## Урбаноніми[3]
- вулиці — Польова, Центральна, Шкільна, Ювілейна